# Marcusia ernesti
Marcusia ernesti är en plattmaskart. Marcusia ernesti ingår i släktet Marcusia och familjen Cryptocelidae. Inga underarter finns listade i Catalogue of Life.